# Comunicaciones en las Islas Sandwich del Sur

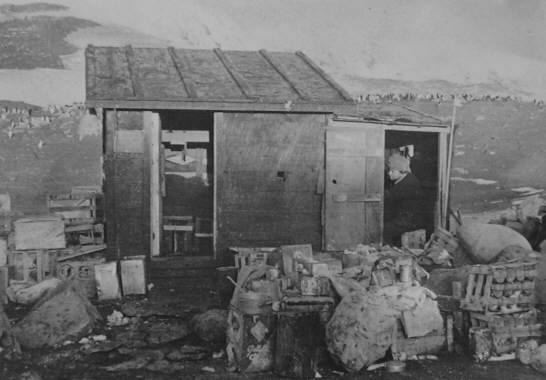
El refugio Teniente Esquivel en 1955. Los equipos de radio se ubicaban en la pequeña habitación de la derecha.

A lo largo de la historia de la ocupación de la Argentina de las Islas Sandwich del Sur, tanto en el Refugio Teniente Esquivel (entre 1955 y 1956) como en la Base Corbeta Uruguay (entre 1976 y 1982), funcionó un servicio de correo postal y se realizaron transmisiones de radio.
Para las respectivas transmisiones se usaron las señales de radiopaís asignadas a las islas, con indicativos del tipo LU#Z (LU es uno de los prefijos asignados a la Argentina, # hace referencia a cualquier número y Z es el sufijo de la Antártida Argentina y el Departamento Islas del Atlántico Sur).
Para el reclamo británico se tiene VP8 (VP8/SA), iguales a las asignadas a las islas Malvinas y Georgias del Sur.

## Historia

### Comunicaciones radiales
El 14 de diciembre de 1955 la Armada Argentina dispuso el desembarco de una dotación de tres personas, para ocupar por primera vez las islas Sandwich del Sur.
El rompehielos ARA General San Martín desembarcó en la isla Thule al jefe del flamante Refugio Teniente Esquivel, Guardiamarina Ricardo Hermelo y dos civiles radioaficionados del Radio Club Argentino, Manuel Ahumada y Miguel Villafañe, quien era oficial radiotelegrafista de la Marina Mercante. Ellos dos se ofrecieron para formar una expedición de diexismo patrocinada por el Radio Club y la Armada, en un archipiélago donde nunca se habían realizado comunicaciones radioeléctricas. Las características de los radioaficionados eran LU2ZY, LU3ZY y LU4ZY.
A la llegada de los tres hombres, se erigió el campo de antenas con torres ancladas en el suelo. Inmediatamente los radioaficionados iniciaron sus llamados «CQ 20 metros» en español e inglés. Estos fueron respondidos por varias personas, que trataban de establecer el enlace y recibir la tarjeta QSL. Las comunicaciones fueron interrumpidas en algunas ocasiones, cuando los temporales que azotaban la isla derribaban las antenas. Los primeros comunicados fueron llamados ZP5AY, LU9AX, LU9DBI, CE3BM, CE3LN, LU4DMG, LU9AAX, CE3JJ, LU4BW, ZS1BK, ZS2ND, W1FH, ZS6AJW y CX2CO. El equipo estaba constituido por un transmisor Collins 32V2, un receptor Collins 75A2 y un receptor Hallicrafters SX 71. La antena era una direccional para 14 MHz y un alambre largo para el resto de las bandas.
Debido al poco espacio disponible y para mejorar las condiciones de habitabilidad, se erigió una carpa con piso de madera y palo central con vientos anclados, donde se trabajaba con las comunicaciones. Esta carpa fue destruida por los temporales y el transreceptor se instaló dentro del refugio, cerca de una de las camas.
Al término de la permanencia argentina en el refugio se completaron 1664 comunicados en las bandas de radioaficionados (45 en 7 MHz, 1455 en 14 MHz, 90 en 21 MHz y 74 en 28 MHz), además de las comunicaciones diarias con el rompehielos ARA General San Martín y las estaciones del servicio naval de la Antártida y el continente. La banda con tráfico más sólido fue la de veinte metros, ya que las de diez y quince se volvían erráticas.
El refugio Teniente Esquivel fue abandonado el 15 de enero del año siguiente por una erupción volcánica en la isla. La evacuación de los tres habitantes se hizo posible gracias a la radio.
En 1979 fueron reactivadas las transmisiones de LU3ZY en la base Corbeta Uruguay, contando con instalaciones más modernas y confortables.
En ese año se advierte la presencia de un radioperador en la dotación de la Estación Científica. Varios miembros del Grupo Argentino de CW (GACW), hablaron con autoridades de la Armada y de la Secretaría de Comunicaciones, para que se le autorice al suboficial Isidro Valdez, la puesta en el aire nuevamente de una radio en la isla Thule. Tras esto, dicha Secretaría autoriza a utilizar la señal LU3ZY, asignada a la Armada. El GACW realiza un primer envío de elementos, libros de guardia, accesorios, etc., con el objeto de asegurar su permanencia en el aire. Valdez contribuía en las comunicaciones en las bandas de aficionados en los momentos libres de su descanso personal. En corto tiempo se superaron los 2500 QSOs en CW, y al resto de la dotación en sus comunicaciones de familia y necesidades de información general.
A partir de entonces, la estación LU3ZY se mantuvo en el aire con la participación de otros integrantes de la Estación Científica hasta 1982, cuando ocurre la invasión británica que expulsa a los argentinos y destruye la base.

### Correos y telégrafos
Tiempo después del abandono del refugio Esquivel y del intento de crear un destacamento naval en los años siguientes, se divulgó la existencia de dos sobres que tenían aplicado un matasellos con la leyenda «Dest. Naval Thule - Antártida Argentina». En ese entonces existía una supuesta decisión de crear y habilitar una oficina postal en las Sandwich del Sur, pero no se publicó en el Boletín del Ministerio de Comunicaciones ni se dio aviso a los filatelistas a través de la prensa.
Resulta que a bordo del rompehielos ARA General San Martín viajaba un integrante del Servicio Meteorológico Nacional, quién le escribió una carta a su esposa en un sobre que fue caracterizado con el matasellos del refugio Thule, fechado el 25 de diciembre de 1956. Dicho matasellos era similar a los grabados en la década de 1950 para las bases antárticas de Argentina, aunque carecía de un motivo antártico en la parte superior, y de las cuatro estrellas de la Cruz del Sur en el inferior.
Tras la creación de la Estación Científica Corbeta Uruguay en 1976, la habilitación de una oficina radiopostal allí no fue publicada en el Boletín de la Empresa Nacional de Correos y Telégrafos (ENCOTEL). Tampoco aparecía en la Guía de Correos y Telégrafos hasta que la esposa de un miembro del personal de la base intentó enviar un telegrama allí. Dedde entonces ENCOTEL aceptó la ubicación, luego de que la esposa mostrase la procedencia del telegrama que deseaba contestar.
Posteriormente, la Sección Filatelia de ENCOTEL en Buenos Aires anunció que una oficina en la Estación Científica estaría disponible en la campaña 1978/79. A finales del último año la revista Postales Argentinas decía que la oficina no había sido habilitada. En ambos intentos de crear una oficina (1956/57 y 1978/79) se nombró a un encargado de atendela y se lo proveyó de los materiales necesarios.
Corbeta Uruguay fue nuevamente incluida por ENCOTEL en la campaña 1980/81. El cabo principal Héctor Ignacio Lazarte fue el jefe de la oficina radiopostal. Lazarte obtuvo una bolsa con 660 sobres enviados por filatelistas de todo el mundo, un matasellos de goma y la habilitación de sellos postales y formularios. Él atendía los servicios postales y telegráficos de la base, poseía las tarifas actualizadas, y contaba con los formularios postales y telegráficos necesarios. También tenía un gomígrafo ovalado de la Agrupación Naval Antártica. Otro de ellos, de forma rectangular, fue entregado al jefe de la base y estaba ilustrado con la silueta de la corbeta Uruguay.
Lazarte había llegado en noviembre de 1980, y matallselló los sobres de las campañas 1978/81, entregados al rompehielos ARA Almirante Irizar. El rompehielos junto con el ARA Bahía Aguirre, eran los encargados de trasladar la correspondencia desde y hacia la base.
El cabo principal Víctor Nieva Ferreyra fue el encargado de atender la oficina radiopostal durante la campaña 1981/82. Los sobres enviados por los filatelistas para esa campaña antártica, fueron matasellados el 25 de enero de 1982, última fecha conocida en correspondencia argentina, debido al Conflicto del Atlántico Sur.
En 1980, la Fuerza Aérea Argentina comenzó con exploraciones a las islas del Atlántico Sur. Mediante un comunicado de prensa del 13 de abril, ENCOTEL avisó que se iba a realizar una marca postal alusiva a la correspondencia que sea lanzada sobre la Estación Científica Corbeta Uruguay, indicando a los interesados tarifas para impresos, tarjetas y cartas. Para documentar el evento, se estampó un sello de goma alusivo con la leyenda «1.er. Lanzamiento de Correspondencia en la Estación Científica Corbeta Uruguay / Aviones KC-130 de la / Fuerza Aérea Argentina». El lanzamiento se realizó el 7 de junio, partiendo desde Río Gallegos.
Durante los años que funcionó la Base Corbeta Uruguay, el gobierno del Reino Unido denunció diplomáticamente las acciones argentinas en las islas, incluyendo la creación de una estafeta postal y el sellado de correspondencia. Tras la ocupación británica de junio de 1982, el 5 de agosto, el comandante de la Agrupación Naval Antártica le informó al gerente de Explotación de ENCOTEL que se dieron por «perdido en acción de guerra» todo el material de la oficina radiopostal. El 20 de junio los británicos habían utilizado el matasellos de la base en cartas y tarjetas postales documentando su presencia en la estación científica. La base fue destruida más tarde.
La guerra dejó como consecuencia la completa interrupción de las comunicaciones directas con las islas. El 3 de agosto de 1982 ENCOTEL publicó el reglamento de la «Correspondencia y encomiendas para las islas Malvinas, Georgias del Sur y Sandwich del Sur» sobre la manera de proceder a la devolución de lo acumulado durante el conflicto por la imposibilidad de remitirlo a las islas.